# Geneng Waru
Geneng Waru is een bestuurslaag in het regentschap Pasuruan van de provincie Oost-Java, Indonesië. Geneng Waru telt 2028 inwoners (volkstelling 2010).